# Años 1300
Los años 1300 o década del 1300 empezó el 1 de enero de 1300 y terminó el 31 de diciembre de 1309.

## Acontecimientos
- Benedicto XI sucede a Bonifacio VIII como papa en el año 1302.
- Clemente V sucede a Benedicto XI como papa en el año 1305.
- 1309: se inicia el Papado de Aviñón
- Batalla de Dimbos
- Cortes de Burgos de 1302.

## Personas destacadas
- Guillaume de Machaut (1300-1377).